# 諾拉·文森
诺拉·玛丽·文森（Norah Mary Vincent, 1968年9月20日—2022年7月6日），美国作家，曾为《洛杉矶时报》、全美同性恋杂志《倡导》、地方周報《村聲》和Salon.com撰写专栏。文森的作品散見于《新共和》、《纽约时报》、《纽约邮报》、《华盛顿邮报》和其他期刊上。 文森知名于其2006年出版的《自製男人》一书，该作品介绍了她以男性身分生活18个月的经历。

## 职涯

### 自製男人
文森于2000年代初展开了一项实验，乔装成为男人生活了18个月，后于2006年以这段经历创作出《自製男人》一书。文森的實驗常與一些隱密採訪作品相提並論，如《像我一樣黑》。 文森在ABC新闻的节目20/20中接受訪問；另於2006年4月21日BBC中談述這段經歷，與文森從這段經歷中得到的對於男人之間與男女之間关系的看法。文森加入了純男性的保龄球俱乐部，以及男性的治疗小组，去了脱衣舞俱乐部，嘗試与女性约会；文森也利用她曾為天主教徒的知识，拜访在修道院里的僧侣們。 
文森写道，她在扮演男性期間，僅一次被認為太過女性。她的另我Ned在各個場合曾多次被认为是同性恋。她作為「T」的特質在扮演男性的過程中被當作奇怪的女性化特質。文森總結，实验以後，她更充分地意识到當女人的好处，和當男人的坏处，并寫道：“我真的很喜欢當個女人。......我现在更喜欢當個女人，因为我认为这更像是一种特权。” 
文森还論道，對於男性和男性處境，她有了更多的同情和理解：“男人正在受苦。他们有与女性不同的難題，但他们没有更好的解法。他们需要我们的同情，需要我们的爱，最需要男人彼此。男人需要團結。” 

## 私生活、見解和逝世
身為女同性恋，文森曾与Kristen Erickson短暂结婚，但旋即离婚了。 
文森通常被認为是批评后现代主义和多元文化主義的自由意志主义者。 她不認為变性人真的變成他們想要的性别，导致受批評為頑固。在《村聲》的一篇文章中，她写道：“[变性] 意味着自我與灵魂的死亡，这是笛卡尔老式的、不容置疑的‘我’的死亡，而笛卡爾的名言‘我思故我在’已经被“我修故我在”的本体论笑话取代。” 
2022年7月6日，在瑞士的一家诊所，文森接受安樂死而逝世，享年53岁。2022年8月，才正式向外界报告了她的死亡。

## 作品
- 《自製男人》（Self-Made Man, 2006）[2][9]
- 《自願的瘋狂》（Voluntary Madness，2008）[4]
- 《鄰人》（Thy Neighbor，2012）[4]
- 《吳爾芙》（Adeline: A Novel of Virginia Woolf, 2015 ）[4]